# Fort de Romainville
Pour les articles homonymes, voir Romainville (homonymie).

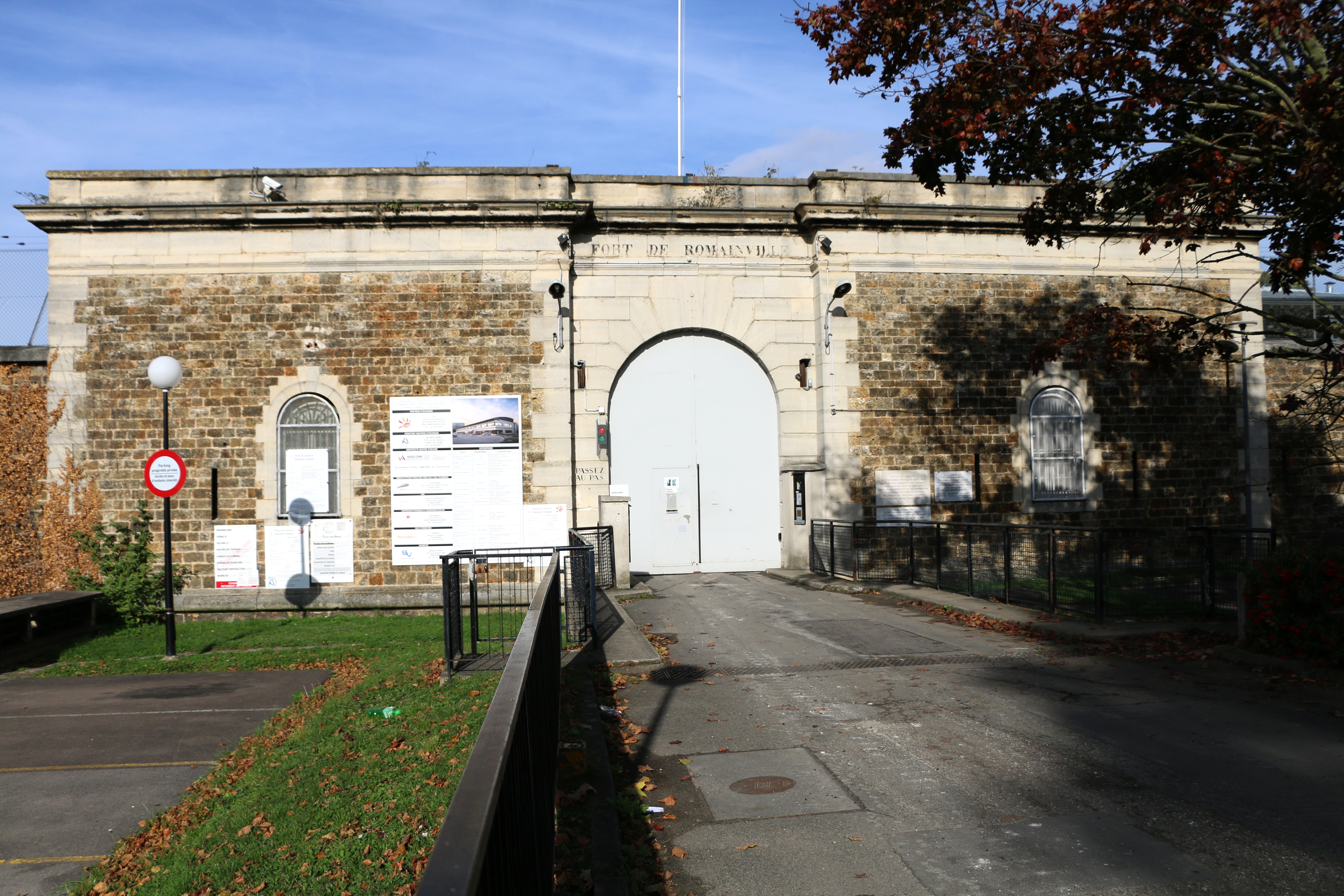
Porte du fort en 2017.

Le fort dit « de Romainville » est un ensemble militaire de 3 hectares rattaché au quartier de l’Avenir de la ville des Lilas.
Durant la Seconde Guerre mondiale, le fort de Romainville a été un camp d'internement par lequel transitèrent 7 000 personnes, majoritairement des femmes.

## Historique

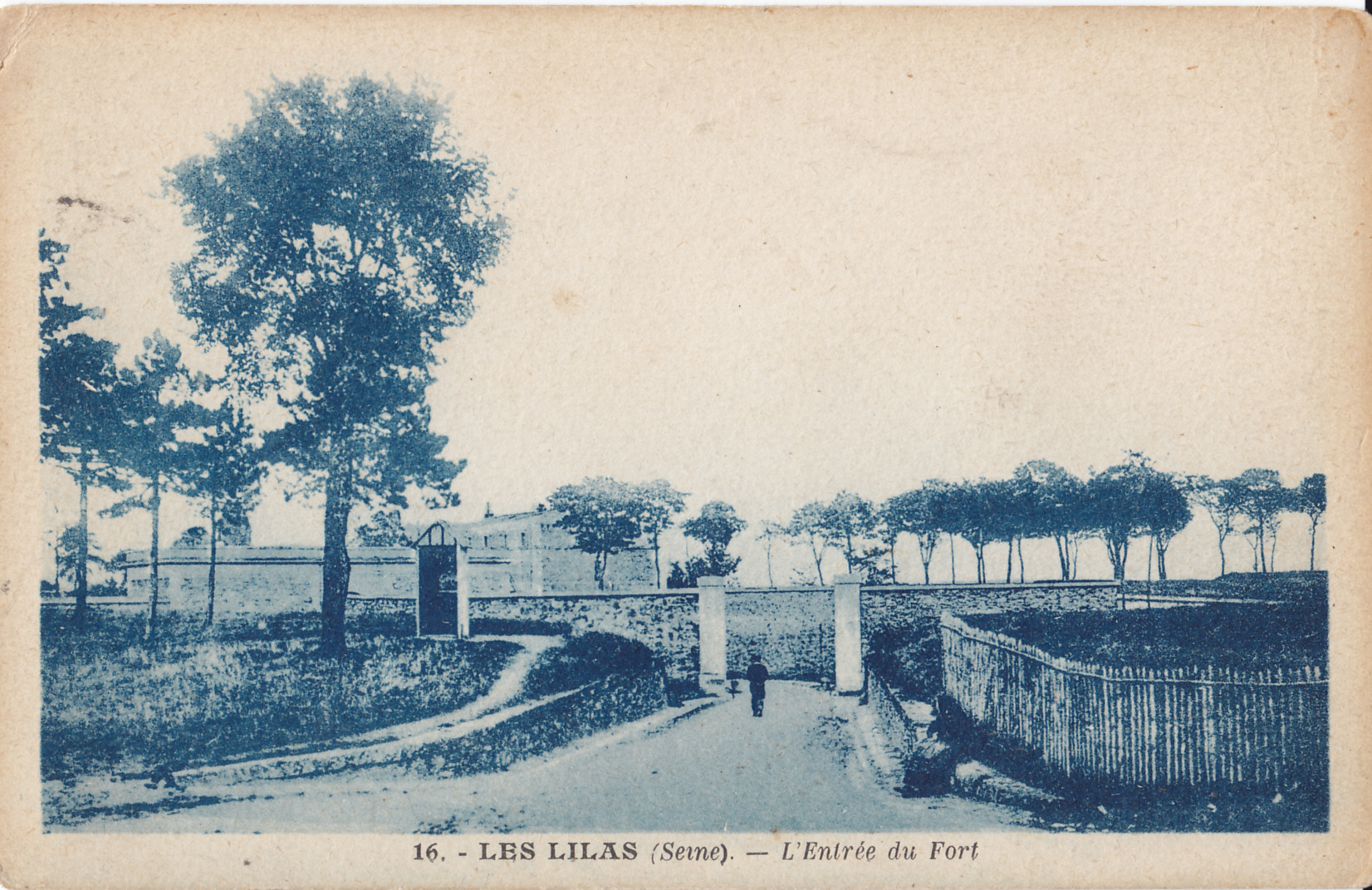
L'entrée du fort, dans l'entre-deux-guerres.

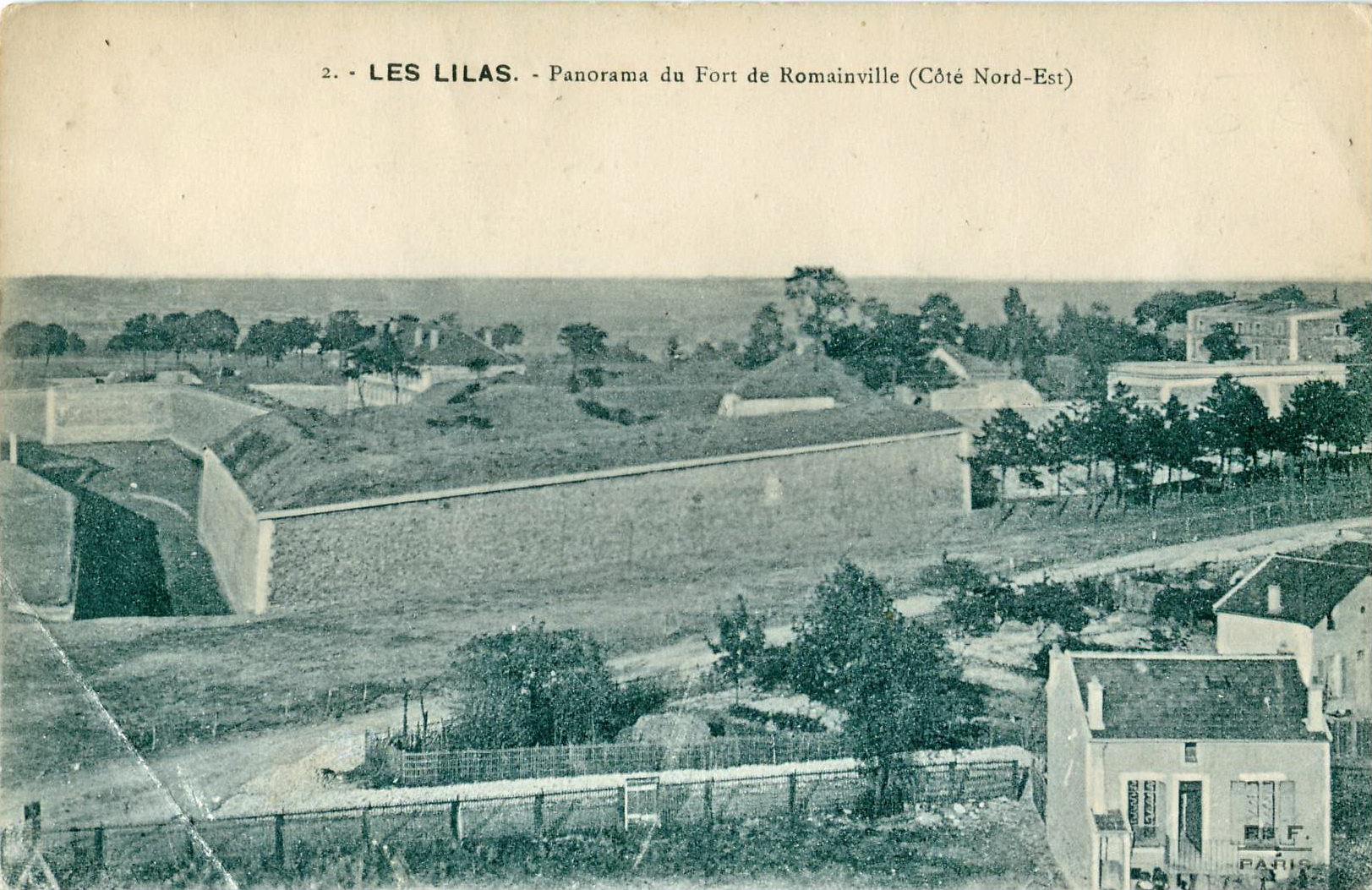
Panorama du fort vers le Nord-Est, au début du XX.

Le fort de Romainville est un ouvrage militaire de type Vauban, construit pour la protection de Paris sur la demande d’Adolphe Thiers, et qui s’étendait, à l’origine, sur une superficie de 20 hectares.
Pendant la guerre franco-allemande de 1870, les habitants des Lilas et des communes aux alentours y trouvent refuge.
Le 20 septembre 1870 le fort est commandé par le capitaine de vaisseau (marine) Zédé, le commandant d’artillerie est le capitaine de frégate (marine) Salmon, et le commandant du Génie est le lieutenant-colonel de l'armée de terre Hamel. L’état-major est composé de 14 officiers.
Cette appellation de fort de Romainville (alors qu'il est situé sur la commune des Lilas) remonte à l’époque de sa construction, de 1844 et 1848. Or, la commune des Lilas n’a été détachée de Romainville, de Pantin et de Bagnolet que le 24 juillet 1867.

### Infanterie
L'infanterie du fort était composé du 2e bataillon de marine (780 hommes et 16 officiers), de la 1re et de la 2e compagnie du 3e bataillon de fusiliers marins (210 hommes et 4 officiers), du 3e bataillon d'infanterie de marine (777 hommes et 20 fficiers), et de la 1re compagnie du 11e bataillon de marine (équipage du navire Louis XIV) 89 hommes.

### Artillerie
L'artillerie était composée du détachement de la 27e batterie de marine (15 hommes et 2 officiers).
Le GENIE d'un détachement de la 2e compagnie du 3e régiment (72 hommes et 2 officiers). 
L'armement était 10 canons de 16 (cm) de marine et 3 280 obus ; 4 canons de 24 et 336 obus ; 9 canons de 13P et 3 354 obus ; 5 canons de 12 S et 4 056 obus ; 6 canons de 4C et 3 200 obus ; 9 canons lisses de 16 et 9 700 obus ; 12 canons obusiers de 12 et 3 730 obus ; 4 obusiers de 16 et 2 000 obus ; 3 obusiers de 2 et 1 869 obus ; 7 mortiers de 15 et 4 100 obus ; 2 mortiers de 22 et 1 400 obus et 2 mortiers de 27 et 700 obus.
Total 73 bouches à feu .
Les cartouches de 11 mm modèle 1866 (pour les fusils Chassepot modèle 1866) étaient au nombre de 650 300.
Le front de la Première Guerre mondiale ne l’atteint pas. Le 6 avril 1918, durant la première Guerre mondiale, un obus lancé par la Grosse Bertha explose dans les fossés du fort.
Après la Première Guerre mondiale, le fort est le siège du 401e régiment d'artillerie de défense anti-aérienne, qui le quittera après l'armistice du 22 juin 1940 sans avoir combattu. Quelques heures plus tard, la Wehrmacht prend possession du fort et en font un lieu d’internement.

## Le camp d’internement
En octobre 1940, le Militärbefehlshaber in Frankreich (MBF) décide de faire du fort de Romainville un camp de détention administratif et nomme le commandant Bickenbach à la tête du camp secondé par le SS-Untersturmführer Trappe qui resteront en place durant toute la guerre. Des miradors de surveillance sont installés, des grillages déroulés tout au long du chemin de ronde et les premiers détenus sont officiellement enregistrés à partir du 1er novembre 1940.
Puis sa fonction évolue : il devient un camp d’internement et les opposants à l’occupation nazie y sont indifféremment enfermés. Le camp peut également recevoir des femmes. Par la suite, c’est un centre où sont retenus des otages, les prisonniers étant gardés au fort de Romainville en vue d’être fusillés en représailles d’actions de la résistance, la plupart au Mont-Valérien.
Il deviendra un des principaux lieux de transit avec Compiègne vers les camps de concentration nazis pour les déportés par mesure de répression, comme Drancy sera le principal camp de transit des déportés par mesures de persécution, car il est très proche des gares de Pantin et de Bercy. À partir de février 1944, ce sont presque exclusivement des femmes qui y sont enfermées, le camp de Compiègne accueillant les hommes. Les historiens estiment à 7 000 les résistants internés au Fort de Romainville avant leur déportation vers les camps, dont plus de la moitié étaient des femmes. Les détenues de toute la France sont transférées au fort durant une quinzaine de jours avant d'être déportées, principalement vers Ravensbrück.
Pendant l'Occupation, les évasions y ont été très peu nombreuses, mais on peut tout de même citer celle du Colonel Fabien, qui réussit à s’évader du fort en mai 1943.
En août 1944, 500 femmes sont encore emprisonnées. Le 15 août, un dernier convoi, « des 57000 », quitte la gare de Pantin. Le 19 août la garnison allemande remet à la Croix-Rouge une cinquantaine de détenues. Le 20 août, avant de partir les soldats allemands fusillent 21 résistants, fait prisonniers durant la libération de Paris qui leur avaient été amenés et brûlent leurs corps.
Des cérémonies mémorielles se déroulent chaque année au fort, seul moment où le lieu peut être visité. Les personnes se recueillent devant les casemates, où étaient détenus les prisonniers.
Sous l'Occupation, 3 900 femmes et 3 100 hommes y furent internés avant d’être déportés, 209 y furent fusillés.

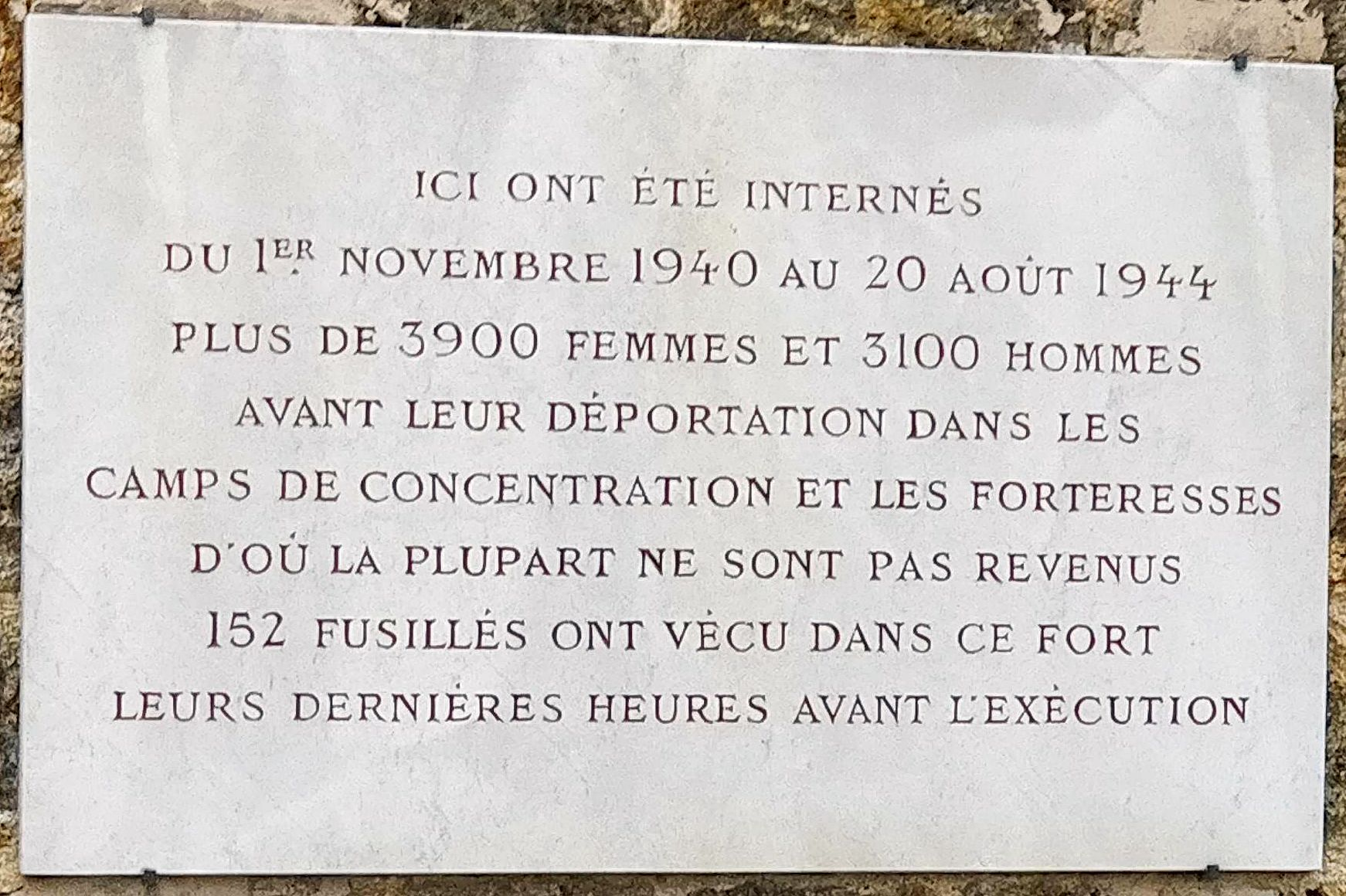
Plaque en souvenir des internés.
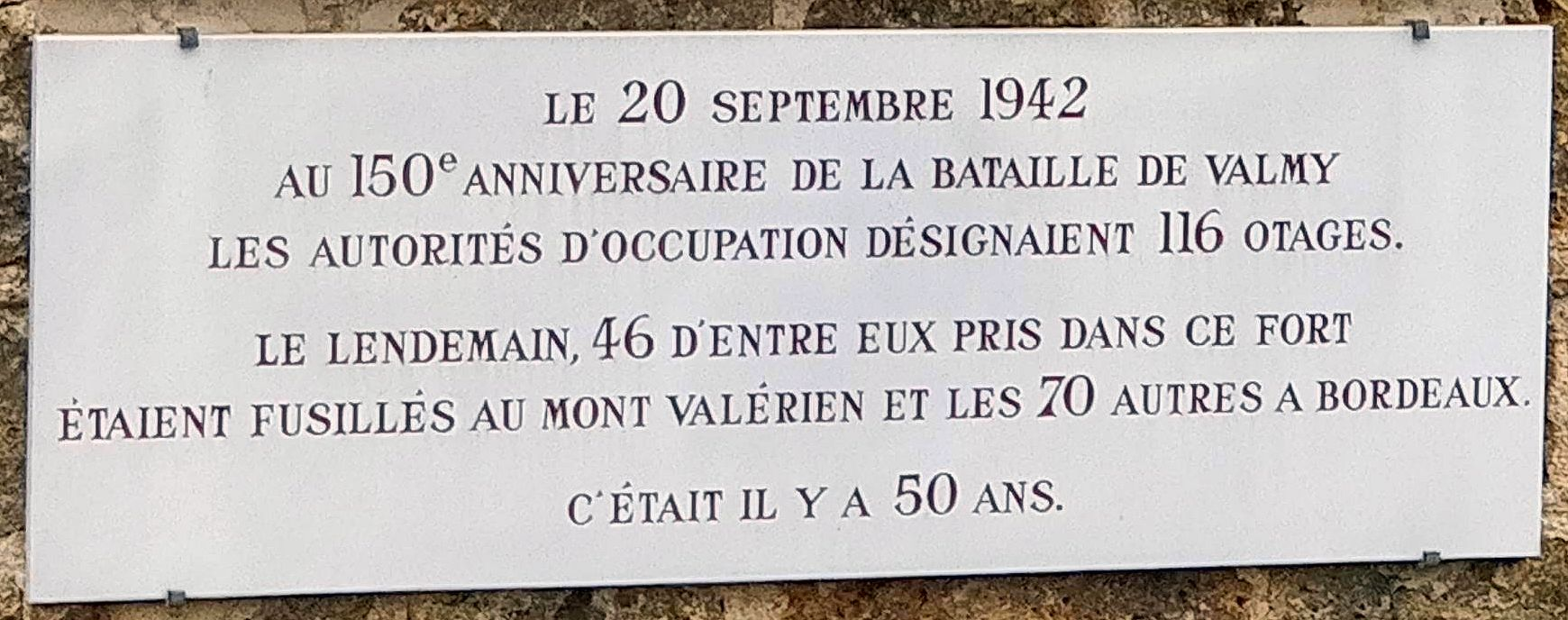
Plaque en souvenir des fusillés.
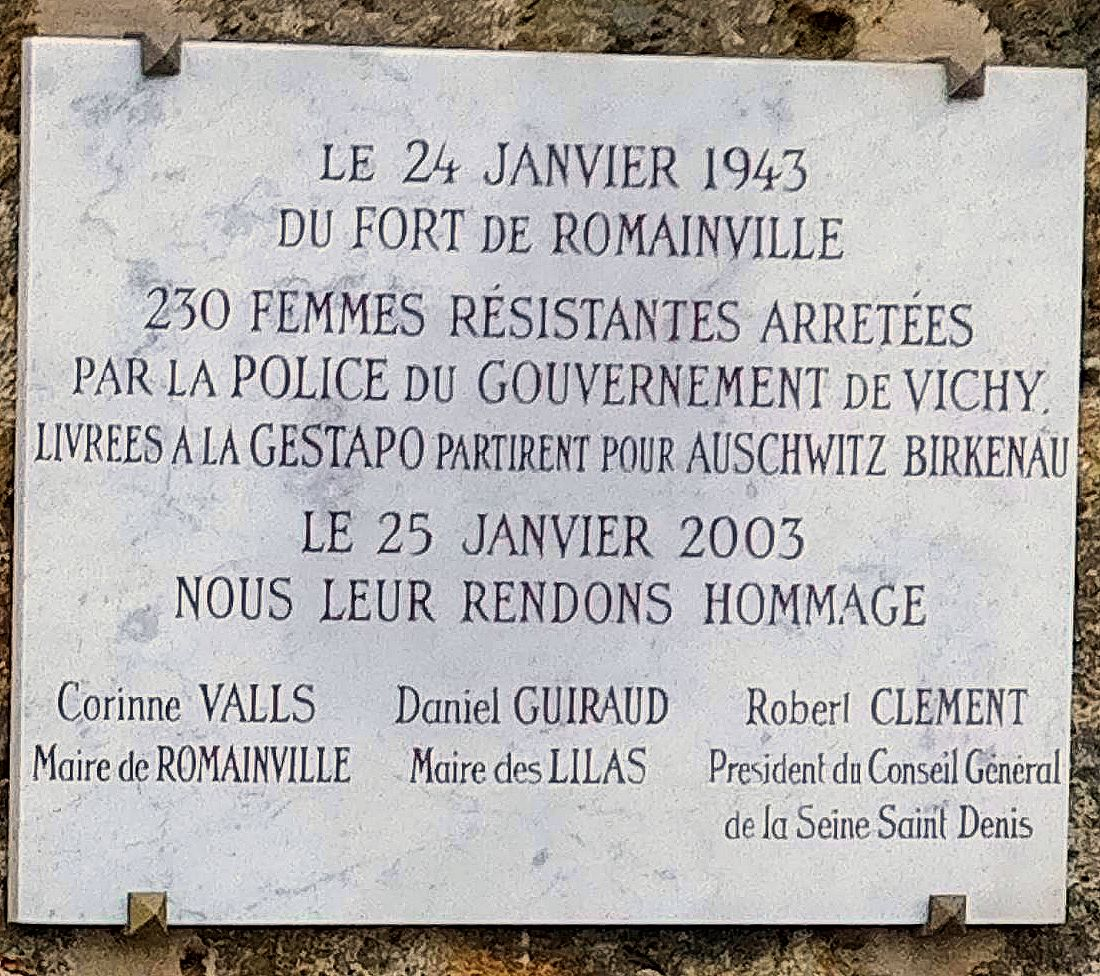
Plaque en souvenir du « convoi des 31 000 ».

En résidence aux Lilas en 2020, l’artiste congolais Freddy Tsimba conçoit une œuvre autour de l’histoire du fort de Romainville. Elle représente un homme et une femme nourrissant l’espoir de se retrouver. S'inspirant de l'histoire des femmes du camp, dont l'une était tombée enceinte, il exalte le triomphe de l’amour qui dépasse les grilles en représentant un homme présentant l'enfant à sa mère de l´autre côté du grillage.
Les seules traces des personnes déportées sont des graffitis griffonnés sur le mur intérieur de la casemate 17. Ils sont restaurés en 2023.

### Le convoi des 31 000
Le plus connu des convois partis de Romainville est le convoi des 31000, car le seul à être composé uniquement de femmes, la plupart résistantes. Le 23 janvier 1943, 222 prisonnières quittent, en camion, le fort de Romainville pour le camp de Royallieu à Compiègne où elles sont enfermées dans un bâtiment en vue de leur départ.
Là, se trouvent huit autres femmes : six d’entre elles ont été extraites de la prison de Fresnes et les deux autres du dépôt.
Le lendemain matin, ces 230 femmes sont emmenées en camion à la gare de Compiègne d'où elles montent dans les quatre derniers wagons d’un train rempli, depuis la veille au soir, par près de 1 500 hommes.
Charlotte Delbo, dans son livre Le convoi du 24 janvier, écrira l’histoire de ce convoi. Une plaque à l’entrée du fort de Romainville rappelle que leur convoi fut constitué sur ces lieux.
Arrivées dans la soirée du 26 janvier, elles ne descendent des wagons que le lendemain matin, et entrent dans le camp de Birkenau en chantant La Marseillaise.
Elles sont immatriculées dans la série des « 31000 ». Sur ces 230 femmes, 49 seulement reviennent de déportation en 1945.
Plus de la moitié de ces femmes (119) sont communistes ou proches du PCF. La plupart d'entre elles sont arrêtées pour des faits de résistance ou liés à la Résistance. 45 d’entre elles sont des veuves de fusillés. Dans ce convoi se trouvent notamment :
- Marie-Claude Vaillant-Couturier, arrêtée en février 1942 alors qu’elle servait d’agent de liaison,
- Marie-Louise (Lisette) Moru, arrêtée en décembre 1943 et morte à Auschwitz en mars 1943, à l'âge de 17 ans,
- Marcelle Mourot, arrêtée le 2 août 1942 alors qu'elle conduit des prisonniers de guerre évadés vers la Suisse
- Simone Sampaix, fille de Lucien Sampaix, secrétaire général de L'Humanité, fusillé le 15 décembre 1941,
- Danielle Casanova, chirurgien dentiste, mariée à Laurent Casanova. Elle est fondatrice de l’Union des jeunes filles de France, rédactrice de La Voix des femmes,
- Hélène Solomon, fille du professeur Paul Langevin et veuve de Jacques Solomon fusillé le 23 mai 1942,
- Maï Politzer, épouse du philosophe Georges Politzer, rédacteur dans L’Université libre et La Pensée libre, fusillé au Mont Valérien le 23 mai 1942,
- Charlotte Delbo, mariée à Georges Dudach, fusillé le 23 mai 1942.
- Louise Losserand, arrêtée le 16 mai 1942 alors qu'elle était agent de liaison. Veuve de Raymond Losserand, fusillé le 21 octobre 1942.

Les déportations s’achèvent le 15 août 1944. Le 19 août, la garnison allemande quitte le fort et le 21 août 1944, les cadavres de onze prisonniers sont découverts derrière le bâtiment central, où ils ont été fusillés.

## Usages contemporains du site

La tour TDF.

Conçue par l’architecte Claude Vasconi, une tour TDF fut construite dans une partie déclassée de l'enceinte du fort en 1984. Elle mesure 141 mètres et dessert l’ensemble du territoire français en assurant la transmission de programmes de radio et de télévision. Elle occupe une place privilégiée dans le domaine des télécommunications et est largement visible de la Plaine de France et des banlieues est et nord de Paris.
Le fort est également, de 2000 à 2016, une annexe non visitable, du musée national de la Marine, abritant les réserves du musée. Cette fonction du site cesse en 2016, lorsque les collections déménagent vers Dugny.
Dans le cadre du concours Inventons la métropole, un projet est retenu en 2017 pour transformer les 3 hectares du site en conservant six des casemates (dont la 17) qui deviendrait un lieu mémoriel, alors que d'autres espaces recevraient logements, un gymnase, une résidence étudiante.
L'ouverture du musée est prévue pour 2028.